# Évelyne Huytebroeck
Évelyne Huytebroeck (née le 2 mai 1958 à Bruxelles-Capitale) est une femme politique écologiste belge de langue française. Elle a été co-présidente du Parti vert européen de novembre 2019 à juin 2022,. 

## Biographie
Elle occupe la fonction de Ministre de la Jeunesse, de l’Aide à la Jeunesse, de l’Adoption et de l’Aide aux détenus de la Communauté française de Belgique, et fut également ministre de l'Environnement, de l'Énergie et de la Rénovation urbaine au sein du Gouvernement de la Région de Bruxelles-Capitale jusqu'en 2014. Elle est également ministre des Personnes handicapées au sein du Collège de la Commission communautaire française (COCOF) et Ministre des Affaires sociales au sein du Collège de la Commission communautaire commune (COCOM). Auparavant, elle a été Secrétaire fédérale d'Ecolo, élue en 2002, aux côtés de Marc Hordies et Philippe Defeyt.
En novembre 2019, elle est élue Co-présidente du Parti vert européen aux côtés de l'Autrichien Thomas Waitz.
Diplômée en journalisme et communication sociale de l'Université libre de Bruxelles, elle était, avant d'entamer une carrière politique en 1989, attachée de presse pour la Confédération internationale des syndicats libres et pour la Fédération des jeunesses musicales. Elle a également été journaliste indépendante pour plusieurs quotidiens et périodiques.

## Mandats
- 1989-2002 : Députée régionale bruxelloise
- 1989-1999 : Présidente du groupe Ecolo à l'assemblée de la Commission communautaire française
- 1999-2002 : Présidente du groupe Ecolo au Conseil de la Région de Bruxelles-Capitale et présidente de la commission Économie et Emploi du Parlement bruxellois
- 2002-2004 : Secrétaire fédérale d’Ecolo
- 2004-2009 : Ministre de l'Environnement, de l'Énergie et de la Politique de l'eau au sein du Gouvernement bruxellois.  Ministre chargée du Budget, de la Politique d’Aide aux Personnes Handicapées et du Tourisme au sein de la Commission communautaire française (COCOF). Ministre chargée du Budget, de l'Aide aux Personnes et de la Tutelle sur les Hôpitaux publics au sein du Collège de la Commission communautaire commune (COCOM).
- 2009-2014 : Ministre bruxelloise de l'Environnement et de l'Énergie
- 2019-2022 : Co-présidente du Parti vert européen
- depuis 2020 : Présidente du conseil d'administration de hub.brussels[6]

## Décoration
- Commandeur de l'ordre de Léopold (2009)[7]